# Chaloupky (Přebuz)
Chaloupky (německy Neuhaus) jsou zaniklou obcí v Krušných horách, která se nacházela přibližně 2,5 kilometru východně od Přebuzi v okrese Sokolov v Karlovarském kraji. Obec se rozprostírala po obou březích horního toku Rolavy. Katastrální území o výměře 4,31 km² se nazývá Chaloupky u Přebuze. Do katastrálního území zasahuje část ptačí oblasti Západní Krušné hory.

## Název
Název osady byl odvozen od německého názvu nově postaveného domu Neuhaus), kterým byla kovárna pro horníky. Český název Chaloupky byl stanoven v roce 1947 a vycházel z charakteru zástavby.

## Historie

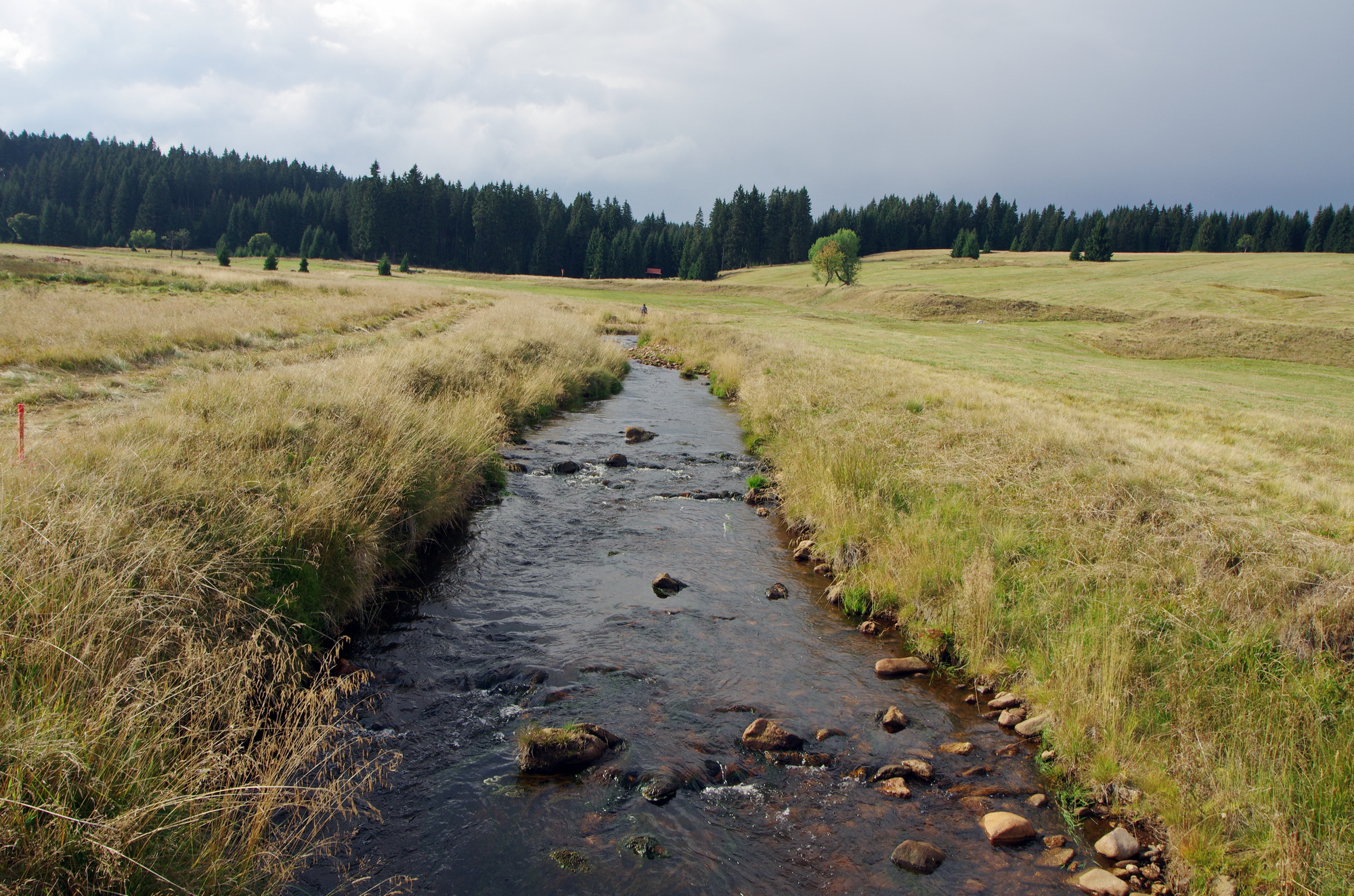
Říčka Rolava v místě zaniklé obce

V údolí říčky Rolavy hledali první prospektoři cínovou rudu již ve 14. století. V místech ještě neexistujících Chaloupek bylo rýžování cínové rudy v plném rozkvětu již v roce 1400. Trvalo však ještě více než 300 let, než si zde lidé založili osadu.
V okolí Chaloupek se nacházejí plošné pozůstatky rýžování cínové rudy, pravděpodobně nejrozsáhlejší v celých Krušných horách. Rýžovalo se nejen v okolí říčky Rolavy, ale i vysoko na svazích a temenech okolních kopců. K rýžovištím byla přiváděna voda umělými vodními kanály.
První písemná zmínka o Chaloupkách je z roku 1757, kdy byly součástí nejdeckého panství, ke kterému patřily až do roku 1850. V letech 1850–1904 (jiný zdroj uvádí 1869–1890) byly osadou obce Rolava a od roku 1904 samostatnou obcí v okrese Kraslice. V roce 1900 stálo v obci 88 domů. V letech 1910–1930 byly Chaloupky obcí v okrese Nejdek, v roce 1950 osadou obce Přebuz.
Od roku 1898 byla v Chaloupkách dvojtřídní škola, vedle které byl v roce 1925 postaven pomník obětem první světové války. K významným provozům v obci patřila Leopoldova parní pila a bednárna. Ta byla v provozu ještě po druhé světové válce a i když prosperovala, byla úřednickým rozhodnutím ministerstva průmyslu v roce 1947 zrušena. Po odsunu německého obyvatelstva po druhé světové válce se obec postupně vylidňovala. Úplný zánik pro obec znamenalo její začlenění do hraničního pásma v roce 1951. Ještě v roce 1955 zde stály 3 domy. V průběhu 50. a 60. let 20. století byla všechna stavení zbourána. Celé údolí mělo být v 80. letech 20. století zatopeno, naštěstí k tomu nedošlo.

## Obyvatelstvo
Při sčítání lidu v roce 1921 zde žilo 440 obyvatel (z toho 198 mužů), z nichž byl jeden Čechoslovák a 439 Němců. S výjimkou jednoho člena církve československé a jednoho člena nezjišťovaných církví byli římskými katolíky. Podle sčítání lidu z roku 1930 měla vesnice 359 obyvatel: jednoho Čechoslováka, 352 Němců a šest cizinců. Bez vyznání bylo 27 lidí, pět jich patřilo k nezjišťovaným církvím a ostatní se hlásili k římskokatolické církvi.
| Rok            | 1869 | 1880 | 1890 | 1900 | 1910 | 1921 | 1930 | 1950 | 1961 | 1970 | 1980 | 1991 | 2001 | 2011 |
| -------------- | ---- | ---- | ---- | ---- | ---- | ---- | ---- | ---- | ---- | ---- | ---- | ---- | ---- | ---- |
| Počet obyvatel | 548  | 533  | 545  | 565  | 515  | 440  | 359  | 13   | 0    | 0    | 0    | 0    | 0    | 0    |
| Počet domů     | 63   | 82   | 80   | 88   | 78   | 76   | 79   | 82   | 0    | 0    | 0    | 0    | 0    | 0    |